# Canedo de Basto

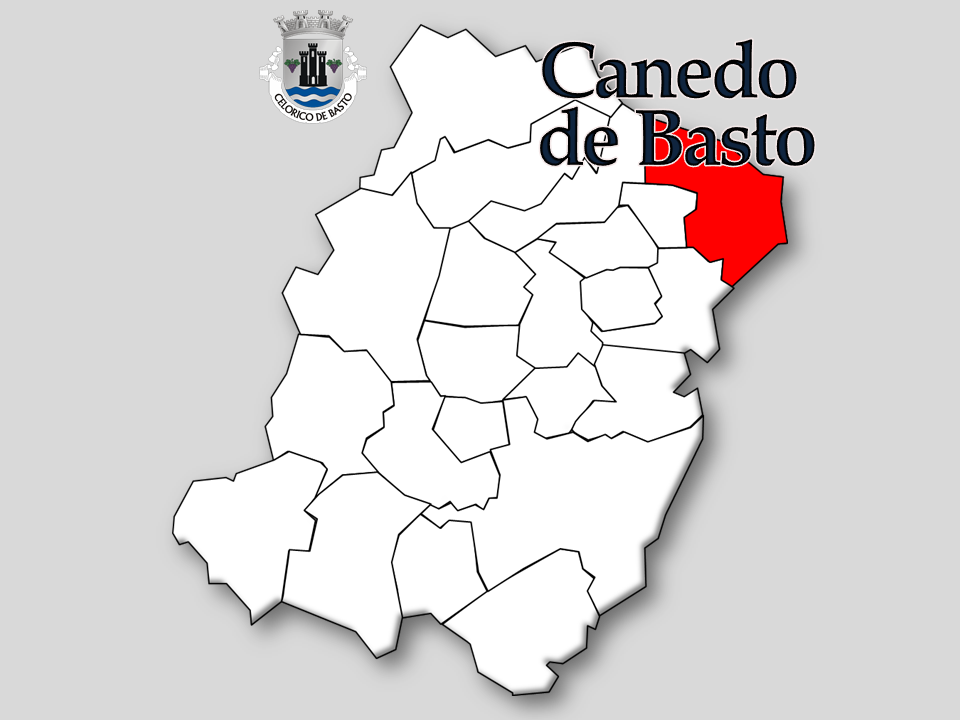
Localização da Freguesia de Canedo no Município de Celorico de Basto

Canedo de Basto é uma povoação portuguesa do Município de Celorico de Basto que foi sede da extinta Freguesia de Canedo de Basto, freguesia que tinha 9,98 km² de área e 1 010 habitantes (2011), e, por isso, uma densidade populacional de 101,2 hab/km².
A Freguesia de Canedo de Basto foi extinta em 2013, no âmbito de uma reforma administrativa nacional, tendo sido agregada à Freguesia de Corgo para formar uma nova freguesia denominada União das Freguesias de Canedo de Basto e Corgo da qual é a sede.
Além da sede, os lugares principais da Freguesia de Canedo de Basto eram Abelheiro, Abelheiro de Baixo, Além, Bairro, Barreiro, Bousa, Cabovila, Carvalho, Casais, Chedas, Cimo de Vila, Corredoura, Costelo, Eido, Eira, Eirô, Figueiredo, Fragas, Fundevila, Igreja, Mato, Mirante, Monte, Nogueira, Outeiro, Paço, Padredo, Peso, Pinheiros, Portela, Portelinha, Queirões, Raiz, Regadinhas, Rego, Renda, Residência, Ribeira, Ribeiro, Santa Luzia, Soutelo, Talhós, Tornadouro, Vale de Esculca, Várzea e Vilarinho.

## População
| População da freguesia de Canedo de Basto (1864 – 2011) | População da freguesia de Canedo de Basto (1864 – 2011) | População da freguesia de Canedo de Basto (1864 – 2011) | População da freguesia de Canedo de Basto (1864 – 2011) | População da freguesia de Canedo de Basto (1864 – 2011) | População da freguesia de Canedo de Basto (1864 – 2011) | População da freguesia de Canedo de Basto (1864 – 2011) | População da freguesia de Canedo de Basto (1864 – 2011) | População da freguesia de Canedo de Basto (1864 – 2011) | População da freguesia de Canedo de Basto (1864 – 2011) | População da freguesia de Canedo de Basto (1864 – 2011) | População da freguesia de Canedo de Basto (1864 – 2011) | População da freguesia de Canedo de Basto (1864 – 2011) | População da freguesia de Canedo de Basto (1864 – 2011) | População da freguesia de Canedo de Basto (1864 – 2011) |
| ------------------------------------------------------- | ------------------------------------------------------- | ------------------------------------------------------- | ------------------------------------------------------- | ------------------------------------------------------- | ------------------------------------------------------- | ------------------------------------------------------- | ------------------------------------------------------- | ------------------------------------------------------- | ------------------------------------------------------- | ------------------------------------------------------- | ------------------------------------------------------- | ------------------------------------------------------- | ------------------------------------------------------- | ------------------------------------------------------- |
| 1864                                                    | 1878                                                    | 1890                                                    | 1900                                                    | 1911                                                    | 1920                                                    | 1930                                                    | 1940                                                    | 1950                                                    | 1960                                                    | 1970                                                    | 1981                                                    | 1991                                                    | 2001                                                    | 2011                                                    |
| 965                                                     | 974                                                     | 983                                                     | 990                                                     | 1 016                                                   | 902                                                     | 1 097                                                   | 1 214                                                   | 1 232                                                   | 1 326                                                   | 1 280                                                   | 1 350                                                   | 1 061                                                   | 1 028                                                   | 1 010                                                   |

## Património
- Igreja Paroquial de Canedo de Basto;
- Capela de Santo António;
- Capela de Santa Luzia;
- Casa de Canedo - casa do século XVII (Turismo de Habitação).